# Alain Tanner

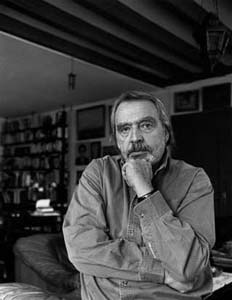
Alain Tanner 1993.

Alain Tanner, född 6 december 1929 i Genève, död 11 september 2022 i Genève, var en schweizisk filmregissör. I flera filmer samarbetade han med John Berger som manusförfattare, bland annat i det internationella genombrottet Jonas – som blir 25 år 2000 från 1976.

## Filmografi (urval)
- 1969 – Död eller levande
- 1971 – Salamandern
- 1974 – Leva tillsammans
- 1976 – Jonas – som blir 25 år 2000
- 1979 – Skördemånad
- 1981 – På ljusårs avstånd
- 1983 – I den vita staden
- 1985 – No Man's Land
- 1987 – En eld i mitt hjärta
- 1989 – Kvinnan från Rose Hill
- 1991 – Mannen som förlorade sin skugga
- 1993 – Lady M
- 1996 – Inte till salu!
- 1998 – Requiem
- 1999 Jonas et Lila, à demain
- 2002 Fleur de sang
- 2004 Paul s'en va